# Río San Juan megye
Río San Juan egy megye Nicaraguában. Székhelye San Carlos.

## Földrajz
Az ország délnyugati részén, a Costa Rica-i határon fekvő megye magában foglalja a Nicaragua-tó egy részét és az abban található Solentiname-szigeteket is. Megyeszékhelye San Carlos.
A megye 6 községből áll:
1. San Carlos
2. El Almendro
3. El Castillo
4. Morrito
5. San Juan del Norte
6. San Miguelito